# Kamianka (huyện)
Huyện Kamianka (tiếng Ukraina: Кам’янський район, chuyển tự: Kamiankas’kyi raion) là một huyện của tỉnh Cherkasy thuộc Ukraina. Huyện Kamianka có diện tích 725 km², dân số theo điều tra dân số ngày 5 tháng 12 năm 2001 là 35447 người với mật độ 49 người/km2. Trung tâm huyện nằm ở Kamianka.